# Chrysolina adzharica
Chrysolina adzharica es un coleóptero de la familia Chrysomelidae. Fue descrita científicamente en 1988 por Lopatin.